# Cesare da Sesto

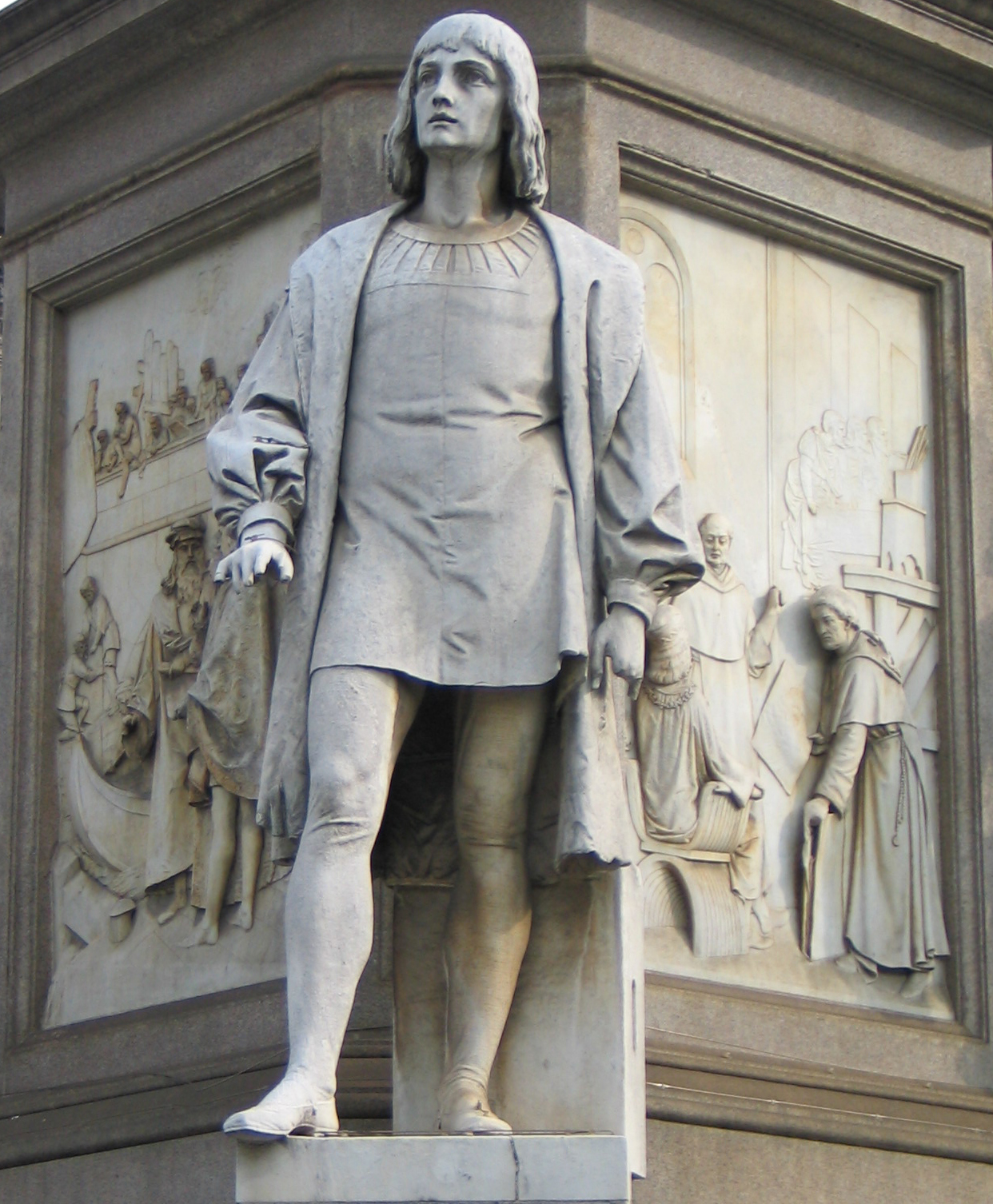
Statue des Cesare da Sesto auf der Piazza della Scala in Mailand.

Cesare da Sesto (* 1477 in Sesto Calende; † 1523 in Mailand) war ein italienischer Maler der Hochrenaissance aus der Schule des Leonardo da Vinci (1452–1519).

## Leben
Cesare wurde in Sesto Calende, in der heutigen Provinz Varese, Lombardei geboren. Als Künstler wurde er vor allem von Leonardo da Vinci beeinflusst, aber auch durch Bernardino Luini (1480–1532) und Marco d’Oggiono (1475–1530). Es ist möglich, dass er um das Jahr 1505 auch zu den Mitarbeitern Raffaels (1483–1520) und des Baldassare Peruzzi (1481–1536) in Rom zählte. Aus dieser Zeit werden ihm eine Lünette in Sant’Onofrio und einige Gemälde in Campagnano di Roma zugeschrieben.
Ab 1514 wirkte er in Neapel. Im Jahr 1515 stellte er dort einen monumentalen Flügelaltar für die Abtei Santissima Trinità in Cava de’ Tirreni fertig. Zurück in Mailand fertigte er in Zusammenarbeit mit Cesare Bernazzano ein Gemälde mit der Darstellung der „Taufe Christi“ an. Ein weiteres Gemälde, „Salome mit dem Haupt Johannes des Täufers“, wurde von Kaiser Rudolf II. (1552–1612) erworben und befindet sich nun im Bestand des Kunsthistorischen Museums in Wien.
Im Jahr 1517 reiste er erneut nach Süditalien. In Messina malte er die „Anbetung der Könige“. Heute befindet sich das Gemälde im Museo di Capodimonte in Neapel. 1520 kehrte er nach Mailand zurück, wo „Madonna in der Glorie mit den Heiligen“ entstand, ursprünglich als Flügelaltar für die Kirche von San Rocco vorgesehen. Jetzt befindet sich das Werk im Castello Sforzesco in Mailand.
Cesare da Sesto starb im Jahr 1523 in Mailand. Das monumentale Denkmal des Leonardo da Vinci auf der Piazza della Scala in Mailand zeigt Cesare da Sesto, gemeinsam mit drei weiteren Künstlern aus der Schule des Leonardo (Marco d’Oggiono, Giovanni Antonio Boltraffio und Andrea Salaino).

## Werke

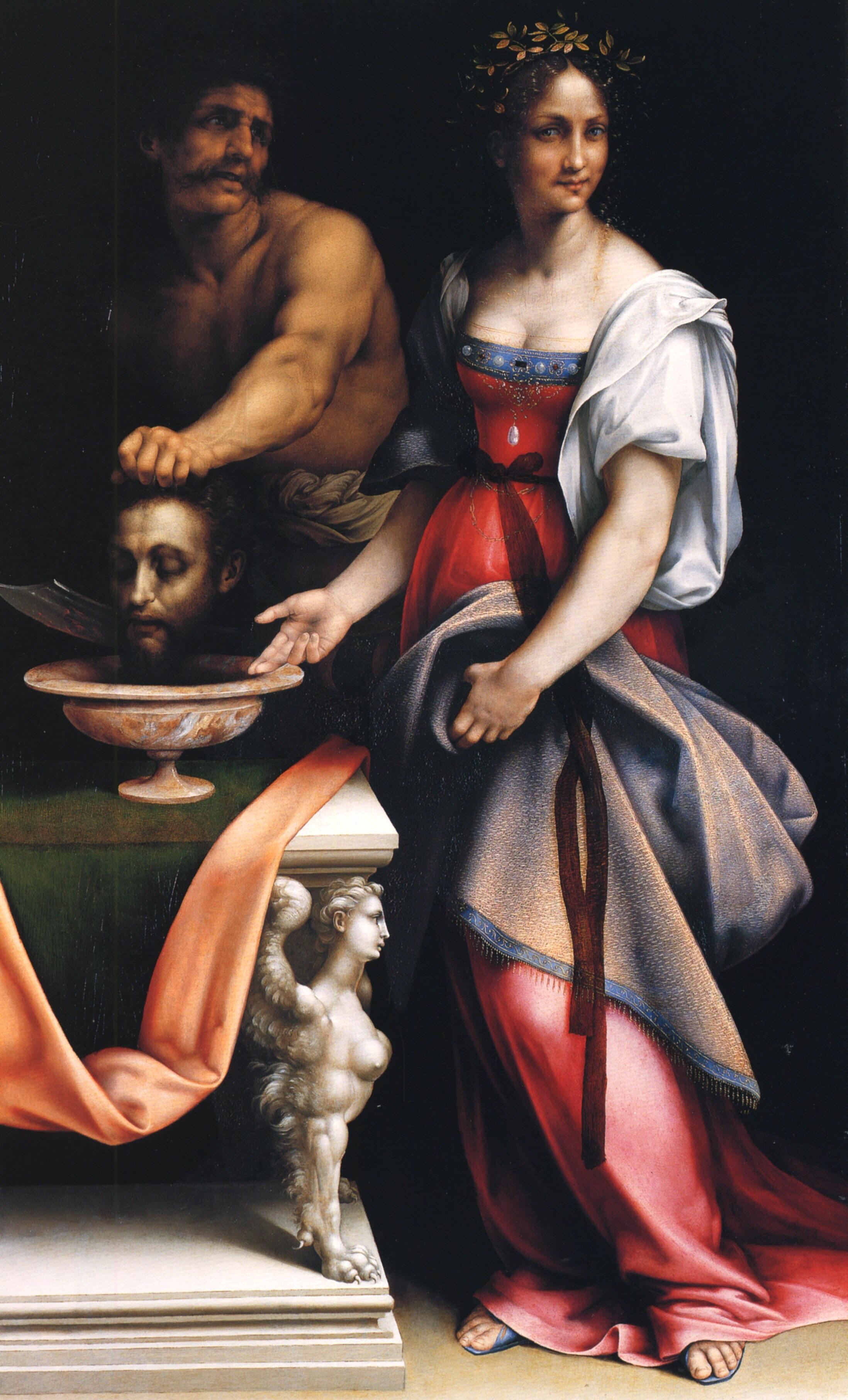
„Salome mit dem Haupt Johannes des Täufers“, (Kunsthistorisches Museum, Wien)
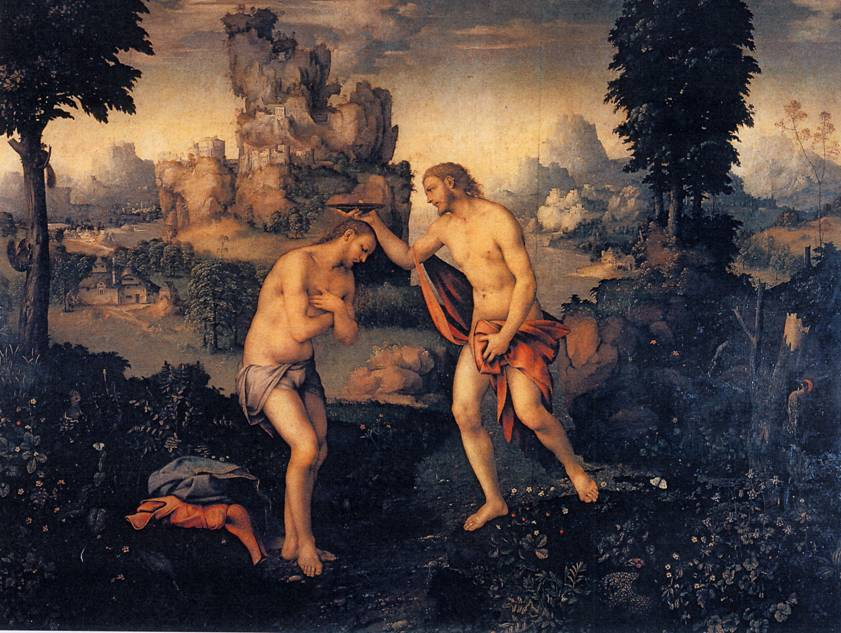
„Taufe Christi“, (Sammlung Gallarati Scotti, Mailand)
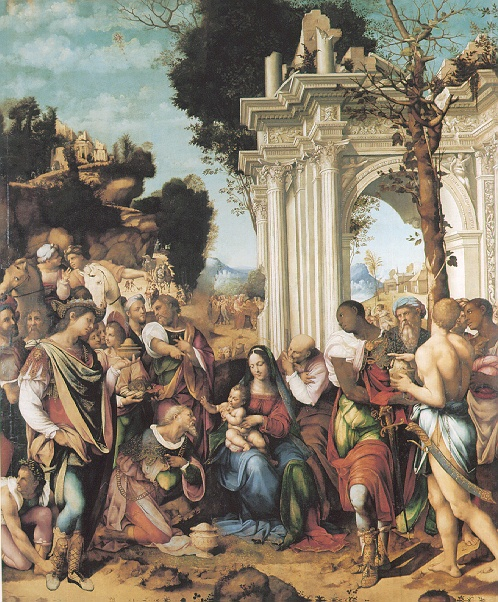
„Anbetung der Könige“, (Museo di Capodimonte, Neapel)
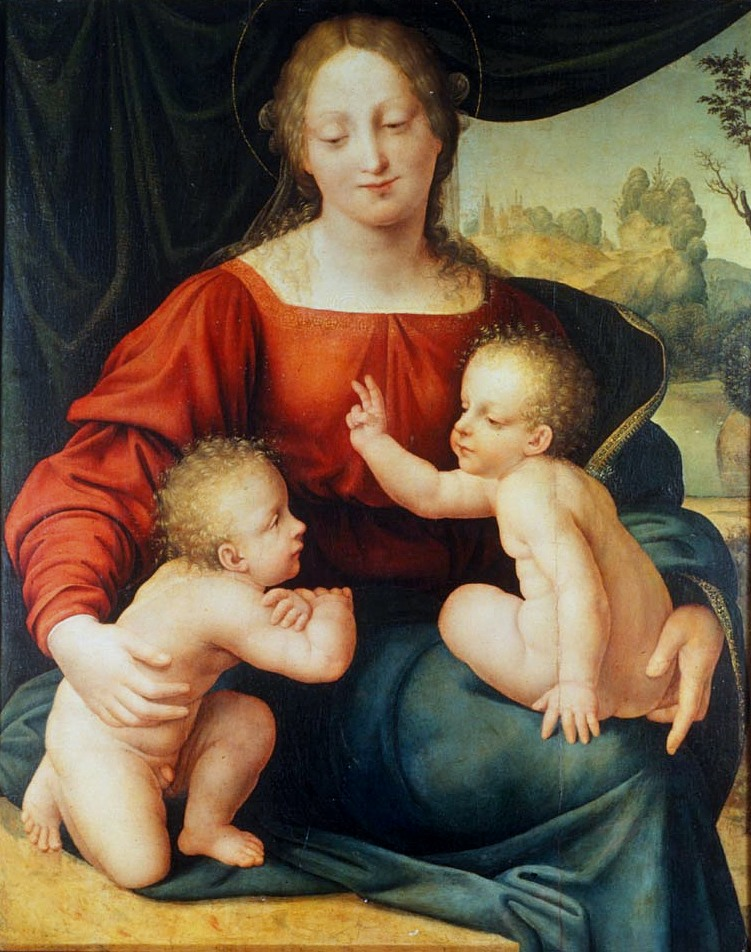
Madonna mit Kind und Johannes d. Täufer, (Museu Nacional de Arte Antiga, Lissabon)